# Simone Segouin
Simone Segouin, nota anche con lo pseudonimo di Nicole Minet (Thivars, 3 ottobre 1925 – Courville-sur-Eure, 21 febbraio 2023), è stata una partigiana francese, insignita con la Croix de Guerre nel 1946.

## Biografia
Conosciuta anche con il suo nome di battaglia Nicole Minet, l'ex combattente della Resistenza francese fece parte del gruppo Francs-Tireurs et Partisans. Tra i suoi primi atti di resistenza ci fu il furto di una bicicletta a danno di un ufficiale tedesco, che usò poi per portare i messaggi. Continuò a prendere parte a missioni pericolose, come la cattura di truppe tedesche (a 18 anni, insieme ad altri, fece prigionieri 25 soldati tedeschi nella zona di Chartres), far deragliare treni e far saltare in aria i ponti.
Fu presente alla liberazione di Chartres il 23 agosto 1944 e alla liberazione di Parigi due giorni dopo. Promossa luogotenente e insignita con la Croix de guerre nel 1946, dopo la guerra divenne un'infermiera pediatrica.
La cattura dei soldati tedeschi nei pressi di Thivars venne immortalata nel film a colori diretto dal regista hollywoodiano George Stevens nell'agosto del 1944. L'adolescente, con la mano appoggiata su una pistola mitragliatrice Schmeisser MP-40 - vestita con pantaloncini blu, camicia bianca e nera a disegni geometrici, una fascia rossa in vita e un berretto color kaki - guardava verso l'obiettivo. La sua notorietà aumentò ulteriormente con la pubblicazione il mese successivo sulla rivista Life di alcune immagini che la ritraevano, scattate dal fotografo di guerra Robert Capa.
Le è stata intitolata una strada a Courville-sur-Eure.